# RD Águeda
El Recreio Desportivo de Águeda, conocido también como R. D. Águeda es un equipo de fútbol de Portugal que juega en el Campeonato de Portugal, la tercera división de fútbol en el país.

## Historia
Fue fundado el 10 de abril de 1924 en la ciudad de Águeda en el distrito de Aveiro y ha estado una vez en la Primeira Liga (primera división) en la temporada 1983/84, pero descendieron en su año de debut.

## Palmarés
- II Division - Zona Centro (1): 1982-83
- AF Aveiro First Division (5): 1966–67, 1973–74, 2005–06, 2007–08, 2015-16
- AF Aveiro Cup (3): 1947–48, 2014-15, 2015-16
- AF Aveiro SuperCup (3): 2007–08, 2014-15, 2015-16